# Отдельный Черноморский кош Украинской державы
Отдельный Черноморский кош (О.ч.к. Укр.д., укр. Окремий Чорноморський кіш) — воинское соединение вооружённых сил Армии Украинской державы во время Гражданской войны в России.

## История
1 августа 1918 года командиром коша был назначен полковник К. Я. Блохин (1 августа — октябрь 1918).

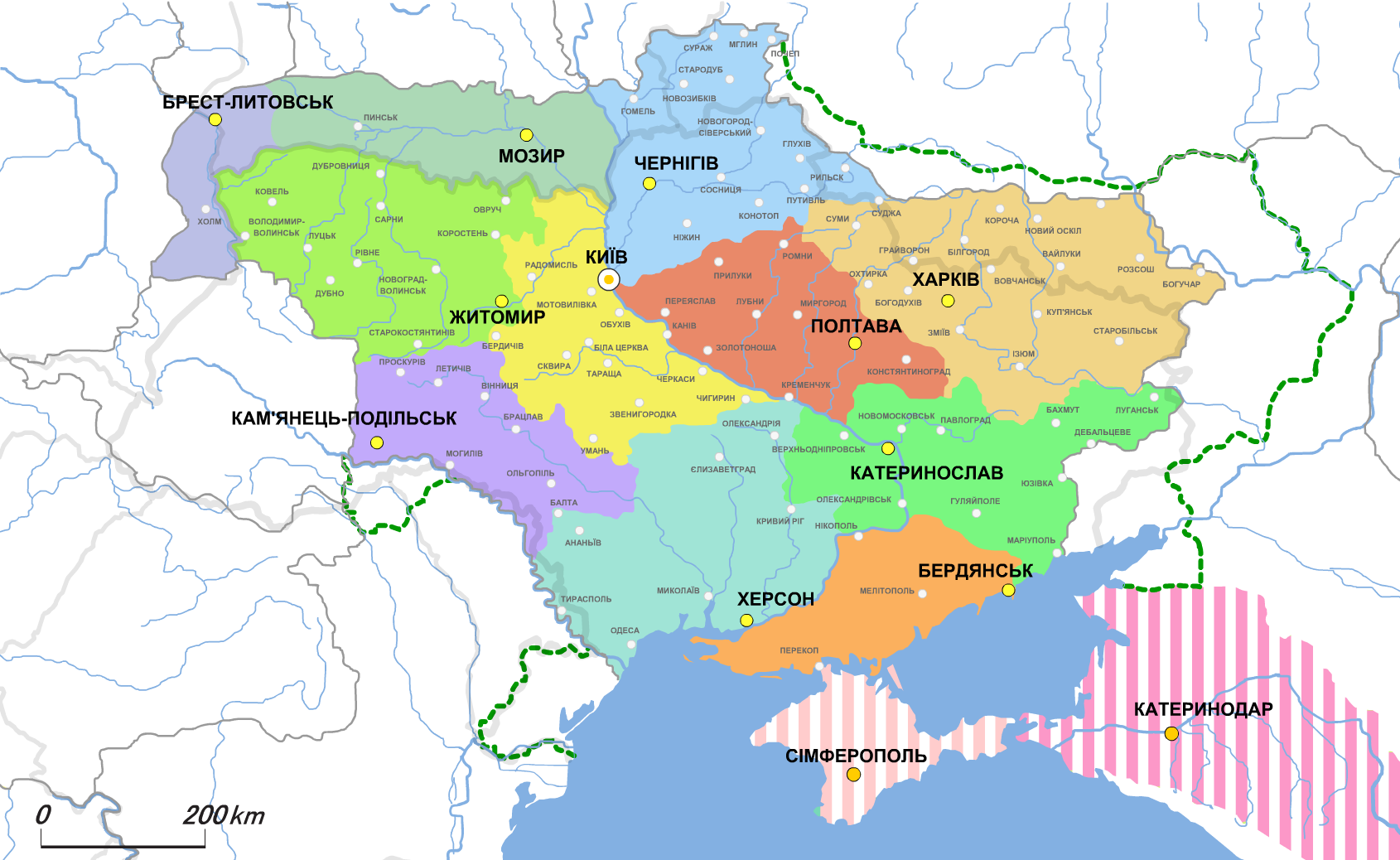
Административно-территориальное деление. Зелёная пунктирная линия — территориальные претензии.

Отдельный Черноморский кош начал формирование в сентябре в Бердичеве (уездный город Киевской губернии.
В октябре начальником штаба коша был назначен сотник И. Ф. Легин.
По состоянию на середину ноября, в составе корпуса было 85 старшин (офицеров), 137 подстаршин, 1380 казаков.
Конный дивизион корпуса был переформирован в 1-й Черноморский конный полк. 16 ноября командиром полка был назначен сотник Миляшкевич (погиб в феврале 1919 года).
В середине ноября началось антигетманское восстание. Командир Черноморского коша В. Полищук был среди тех, кто был посвящён в планы заговорщиков. 19 ноября Отдельный Черноморский кош (460 штыков) по приказу Петлюры выступил на Киев и уже 20 ноября подошёл к западному пригороду Киева — Борщаговке, а после нескольких недель осады, 14 декабря, принял участие в штурме города.

## Командование
- Командиры коша:

- полковник К. Я. Блохин (1 августа — октябрь 1918)
- войсковой старшина В. Полищук (конец октября — не позднее 24 ноября 1918)

- Начальник штаба коша:

- сотник И. Ф. Легин (октябрь — не позднее 24 ноября 1918)

- Помощник командира коша: полковник Я. И. Дядык (05.10.1918 — …)
- Командир 1-й артиллерийской батареи артдивизиона полковник К. А. Смовский (5.10-24.11.1918).

## Состав
На сентябрь — не позднее 24 ноября 1918:
- 1-й, 2-й, 3-й пешие курени
- Артиллерийский дивизион
- Конный дивизион
- Инженерная сотня
- Комендантская сотня